# Ákos Bíró
Pour les articles homonymes, voir Biró.
 (octobre 2014).
Dans le nom hongrois Bíró Ákos, le nom de famille précède le prénom, mais cet article utilise l’ordre habituel en français Ákos Bíró, où le prénom précède le nom.
Ákos Bíró, né le 9 avril 1911 à Nagykároly, Autriche-Hongrie (aujourd'hui Carei en Roumanie) et mort le 22 février 2002 à Grasse est un peintre hongrois. Ses parents sont de la petite noblesse, et commerçants en textile.

## Biographie

### Sa jeunesse (1911–1937)
Dès son enfance il est attiré par la peinture de façon sensuelle. Dans sa vieillesse il se rappelle encore l'odeur de la boîte de peinture, que lui a offerte son oncle à l'âge de cinq ans et de ses crayons à dessin qui sentaient bon le bois de cèdre. Plus tard l'odeur de la peinture qui règne dans les ateliers de ses maîtres, le met toujours en émoi.
Vers l'âge de dix ans, il commence à copier avec ses crayons de couleur des reproductions de petits maîtres. Si sa ville natale n'était pas intéressante sur le plan artistique, les villages environnants étaient riches en folklore. Villages hongrois, roumains, souabes, et tziganes avaient chacun leur caractère, leurs fêtes et leurs couleurs où il pouvait s'imprégner des richesses de l'art populaire. Le souvenir des fêtes, musiques, danses, vendanges, voyages en carrosse vers les grandes maisons de campagne, entourés de parcs ; les étangs riches en oiseaux aquatiques, les buffles, vaches, et chevaux montés à cru, ont enrichi la mémoire du futur peintre. À l'âge de treize ans, une rupture éprouvante intervient dans sa vie, ses parents quittent la Transylvanie devenue roumaine depuis 1918, pour se réinstaller à Debrecen, importante ville protestante de la grande plaine de Hongrie. Du milieu chaleureux et coloré de la Transylvanie, il passe à un milieu hautain et froid, dans un grand lycée moderne protestant. Il y fréquente l'atelier de dessin où il travaille d'après des plâtres. Son impulsion décisive vers la peinture, il la reçoit à Békéscsaba où il passe chez sa tante l'année de son baccalauréat et où il rencontre son professeur de dessin qui plus tard deviendra son ami. Son admiration et son respect vont vers l'homme et le maître dont l'amour du métier et le dévouement s'appliquent à former non seulement le sens artistique mais aussi la réflexion et le sens moral de ses élèves.
Vient ensuite l'École supérieure des beaux-arts de Budapest, où il est l'élève de Gyula Rudnay (hu), peintre assez traditionnel mais profond, reflétant dans sa peinture le climat social hongrois tragiquement dégradé de l'époque. Maître très apprécié, dont le style le marquera pour des années. Pour sa troisième année, il reçoit une bourse pour être pensionnaire de Académie hongroise de Rome (hu), au palais Falconieri, et il travaille à l'École des beaux-arts de Rome. Après sept semaines merveilleuses à Capri, il retourne en Hongrie où il expose à Csîkszereda et à Békéscsaba, puis décide d'aller à Paris, en avril 1935. Années de misère mais riches d'expériences, où il survit en dessinant sur les terrasses de La Coupole, du Dôme et de La Rotonde, boulevard du Montparnasse. 

### Sa vie sentimentale (1937-1944)
Début 1937, il se marie avec Ida Schéda, il fait les cafés et les foires des villes de provinces et en fin de compte, gagne suffisamment pour pouvoir se remettre à peindre et faire une exposition à Rennes et à Dinard. En 1939, il est à Biarritz où il travaille jusqu'en 1940 puis retourne à Paris et en Hongrie. À Budapest il s'installe dans un bel atelier, se lie avec le milieu artistique et intellectuel hongrois et expose plusieurs fois au Műcsarnok (« Halle de l'art »). 
En 1944, à l'entrée des troupes allemandes, il déserte l'armée. Avec sa femme, il cache pendant quelques mois une Juive tchèque. Fin 1944, l'Armée rouge entre en Hongrie. Le siège de Budapest dure sept semaines. Une bombe tombe sur son logement, mais la famille reste indemne. En octobre 1947, il décide de repartir à Paris, laissant femme et enfant, avec l'idée de les faire venir plus tard, mais la vie en décide autrement.
Redémarrage difficile, avec quelques francs en poche. Pour vivre, il dessine dans les boîtes de nuit, devient modéliste en chaussure et loue enfin un atelier à Montparnasse puis à Montmartre, où il travaille avec sérieux à une production déjà beaucoup plus mûre.

### En Provence (1949-2002)
En 1949, il descend dans le midi à Marseille. À l'occasion d'une commande de portrait il tombe amoureux de la Provence et loue une chambre chez la famille Bertrand, à La Colette, à Mougins. Il y reviendra de plus en plus souvent et s'y installera définitivement au début des années 1970. Séduit par les couleurs de la Provence, elles prendront de plus en plus d'importance dans sa peinture. Pendant longtemps il reste un figuratif puis vers les années 1950 il prend de plus en plus de liberté avec le sujet, se détache de la vérité naturelle et commence une longue lutte pour se libérer du carcan académique. Il explore différentes techniques d'expression et se soumet de plus en plus aux pulsions de son inconscient, le sujet ne servant qu'à induire l'inspiration. Chaque jour est différent et il comprend difficilement les artistes qui disent avoir trouvé leur chemin, leur style, en se répétant et se copiant eux-mêmes. Il passe par de nombreuses expériences, des périodes plus ou moins longues, qui sont toutes différentes.
Il est très sensible à son entourage, aux pays qu'il traverse, aux gens qu'il rencontre. Il raconte, que dans son atelier de Montparnasse, occupé avant lui par de nombreux peintres, il sentait son travail facilité par ceux qui l'ont précédé. Il en fut de même dans son grand atelier de Montmartre, qui avait été le lieu de travail d'un peintre connu et de son école. Il explique aussi à quel point il avait été envahi par le sentiment d'une très forte vibration créatrice en entrant dans l'atelier de Paul Cézanne à Aix-en-Provence, lequel pourtant était vide. Il sentait d'immenses possibilités de renouvellement, et c'est l'angoisse devant cette immensité qui le poussait toujours plus loin. Il aimait l'expression latine : « Tempora mutantur et nos mutamus in illis ». – « Les époques changent et nous changeons avec elles ». - Pour Akos Biro la recherche ne semblait jamais devoir s'arrêter, car pour lui, jamais rien n'était définitif et le nouveau était toujours là, où la porte s'ouvrait sur aujourd'hui.
Sa recherche spirituelle l'amène à rencontrer Lanza del Vasto, disciple de Gandhi et fondateur des communautés de l'Arche, qu'il fréquente longtemps. Il fournit une documentation importante sur Gandhi au dramaturge hongrois, László Németh pour son drame Gandhi à la fin des années 1960. Il rencontre aussi Gitta Mallasz, l'auteur des Dialogues avec l'ange et entretient avec elle une courte relation épistolaire.
Akos Biro a également pratiqué l'art du portrait, à travers l'Europe, les États-Unis, le Canada, le Proche-Orient et l'Inde. Il a connu de nombreuses personnalités des milieux industriels, militaires et politiques qui ont enrichi leurs collections avec ses tableaux et portraits. Cependant il n'a jamais cherché à se bâtir une carrière, car elle l'aurait rendu dépendant d'elle, l'aurait fait tomber dans le piège de la course à l'argent et lui aurait pris son âme. « J'aurais certainement vécu une vie honteuse si j'avais fait carrière » confiait-il à son fils.
Il a vécu indépendant jusqu'à l'âge de 90 ans dans son pied-à-terre de Mougins, et mourut quelques mois après avoir perdu son autonomie.

## Expositions
- 1934 : Debrecen et Békéscsaba
- 1935 : Arrivée à Paris
- 1939 : Rennes
- 1939 : Dinard, Casino
- 1940 : Eger (Hongrie) et Debrecen
- 1944 : Budapest, Műcsarnok
- 1945 : Budapest, Károlyi Palace
- 1948 : Paris, Galerie Barreiro - Stiebe
- 1949 : Cannes, Galerie Martin Gruson
- 1950 : Innsbruck, Taxishof
- 1951 : Innsbruck, à Unterberger
- 1951 : Paris, Salon d'Automne
- 1952 : Paris, Salon d'Hiver
- 1953 : Paris, Salon du Nu
- 1955 : Paris, Salon des Indépendants
- 1956 : Paris, Galerie Arts et Lettres
- 1957 : Le Cannet, Mairie: The Hungarian Artists of France
- 1960 : New York, Léonard Hutton
- 1964 : LAREN Hamdorff. Kunstzaal. NL
- 1965 : Zurich, Galerie Kirchgasse
- 1965 : Berne, Galerie "La Vela"
- 1966 : Montréal, Dominion Gallery
- 1966 : Roanne, pavillon de Tourisme
- 1973 : Roanne, immeuble municipal Werlé
- 1973 : Nantes, Galerie Bourlaouën
- 1975 : Mougins, Le Lavoir
- 1975 : Nantes, Galerie Bourlaouën
- 1977 : Stuttgart, Galerie Galetzki
- 1977 : Roanne, Galerie Killikki
- 1977 : Nantes, Galerie Bourlaouën.
- 1978 : Milan Galleria Boccioni.
- 1979 : Roanne, immeuble municipal Werlé
- 1979 : Caen, hôtel d'Escovïlle.
- 1980 : Pont-à-Mousson, Centre culturel des Prémontrés
- 1988 : Mougins, musée municipal.
- 1991 : Lille, galerie Delattre
- 2003 : Cabris, chapelle Sainte-Marguerite